# Ossário

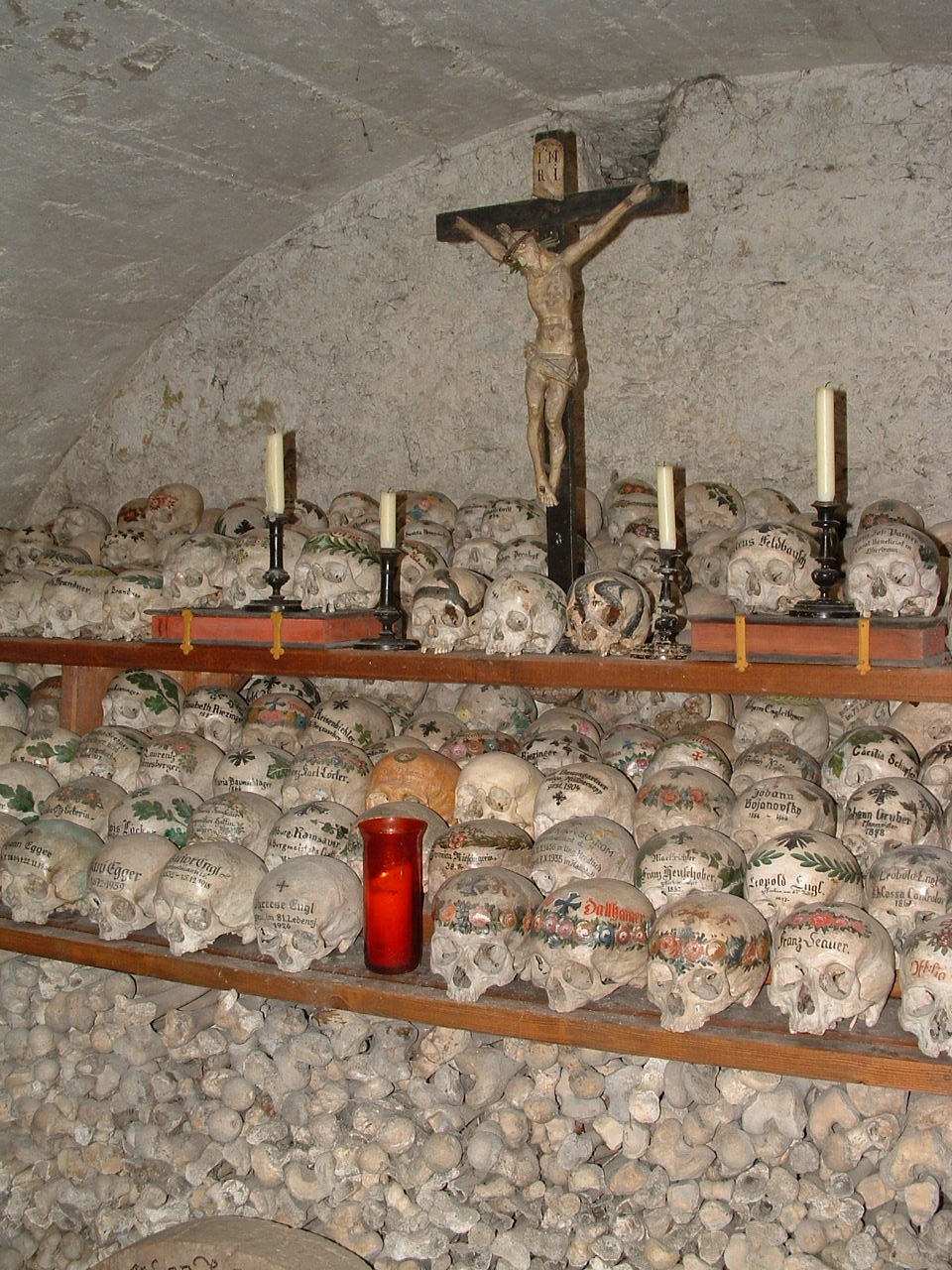
Ossário no cemitério de Hallstatt, Áustria

Um ossário, por vezes grafado ossuário, é um depósito onde são guardados os ossos de animais ou pessoas, numa espécie de rito funerário.